# Valley Township (Missouri)
Valley Township est un ancien township, situé dans le comté de Macon, dans le Missouri, aux États-Unis,.
Le township est initialement baptisé Loe Township. Il porte son nom actuel depuis 1872.

### Source de la traduction
- (en) Cet article est partiellement ou en totalité issu de l’article de Wikipédia en anglais intitulé « Valley Township, Macon County, Missouri » (voir la liste des auteurs).